# Jules de Rohan
Jules-François-Louis de Rohan (Paris, 16 janvier 1697 - Paris, 6 mai 1724), troisième prince de Soubise, est un aristocrate français membre de la maison de Rohan. Il meurt de la variole à l'âge de 27 ans.

## Biographie
Fils d'Hercule-Mériadec de Rohan, duc de Rohan-Rohan puis prince de Soubise et de sa femme Anne-Geneviève de Lévis, fille unique de Madame de Ventadour, il possède, en tant que membre de la maison de Rohan, le rang de prince étranger.
À l'âge de 16 ans, il épouse à Paris le 16 septembre 1714 Anne-Julie de Melun. Sa femme est la fille de Louis Ier de Melun, prince d'Epinoy, et d'Élisabeth-Thérèse de Lorraine, elle-même arrière-petite-fille d'Henri IV. De cette union naîtront cinq enfants.
En mai 1724, lui et sa femme contractent la petite vérole. Jules est le premier à succomber à sa maladie, suivi par sa femme le 18 mai.

## Descendance
- Charles (16 juillet 1715-4 juillet 1787), prince de Soubise, duc de Rohan-Rohan ; il épouse Anne-Marie-Louise de La Tour d'Auvergne (1722-1739) d'où descendance, puis la princesse Anne-Thérèse de Savoie-Carignan (1717-1745) d'où descendance, et enfin la landgravine Victoria de Hesse-Rotenbourg (1728-1792), sans descendance ;
- François-Armand-Auguste (1er décembre 1717-28 juin 1758), cardinal de Soubise, prince de Tournon ;
- Marie-Louise (7 janvier 1720-4 mars 1803) épouse Gaston de Lorraine, sans descendance ;
- François-Auguste (16 septembre 1721-6 août 1736), comte de Tournon, sans descendance ;
- René (26 juillet 1723-7 février 1743), abbé de Luxeuil.